# Cmentarz Dolnochaberski
Cmentarz Dolnochaberski (cz. Dolnochaberský hřbitov) – cmentarz położony w stolicy Czech w dzielnicy Praga 8 (Dolní Chabry) przy ulicy Pod Zámečkem.

## Historia
Cmentarz powstał w 1905, zastąpił zlikwidowany cmentarz przy kościele św. Jana Chrzciciela, po II wojnie światowej został powiększony o kolumbarium i kwatery urnowe porośnięte lasem. 